# امبیتاسویر
امبیتاسویر (انگلیسی: Ombitasvir) یک داروی ضد ویروس است که برای درمان عفونت ویروسی هپاتیت ث (HCV) است که توسط شرکت اب‌وی ساخته شده است. این دارو یک مهارکننده NS5A است که با مهار پروتئین NS5A HCV عمل می‌کند.